# Gerner (Familienname)

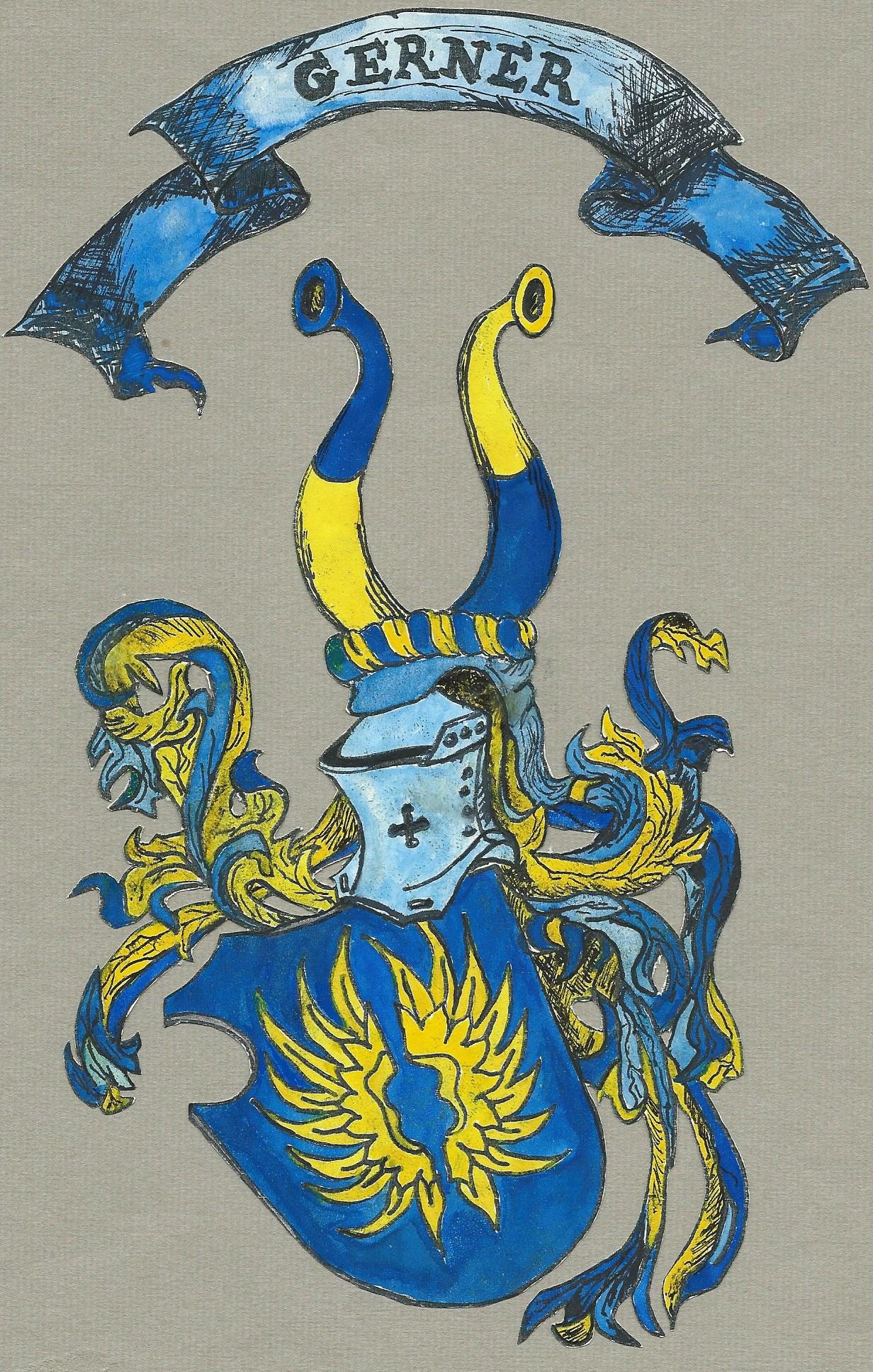
Bürgerliches Gerner-Wappen vor 1640

Der Familienname Gerner wird im Duden (2005) mit vier Bedeutungen beschrieben:
- Garner: Berufsname zu mundartlich garn, Garn, Faden, Netz
- Gerner: Herkunftsname zu dem Ortsnamen Gern in Bayern, Österreich und der Schweiz
- Gerner: Wohnstättenname zu einem Gern, mundartlich Gere, d. h. ein keilförmiges Geländestück (Stadtteil München-Gern)
- Gerner: Übername zu mundartlich gernere, Begehrender, Bettler

Der Duden beschreibt nicht die Namensform Gerner, die aus einem patronymisch gebildeten Familiennamen aus Gernot gebildet wurde. Dies ist anschließend mit Belegen erklärt und wäre in Zukunft in der Namensdeutung für Gerner mit aufzunehmen und zu ergänzen.
- Gerner: Patronym oder Vatersname von Gernot

## Namensforschung
Gerner ist auf Grund seiner germanischen Herkunft vom Wort „Ger“ (Wurfspieß) ein sehr alter Ruf- und Familienname.
Gerner steht an der Häufigkeit der Namen im deutschen Sprachraum an Stelle 1456. Nach einem Arbeitstreffen im Jahr 2003 von Gerner / Gernert / Görner-Forschern der Arbeitsgemeinschaft ostdeutscher Familienforscher fand die Auswertung vieler Quellen aus dem Raum Sachsen, Schlesien, Böhmen, Franken, Thüringen und Hessen statt. Es wurde ein Görner-Buch (Chronik der Familie Görner). und weitere Schriften veröffentlicht (Link darauf im Text enthalten) Literaturquellen, fränkische und böhmische Regesten, diverse Archivurkunden, Namensbüchern, Schreib- und Sprachänderungen, die böhmische Volkszählung Berní rula, die Migration der Gerner-Stämme, statistische Namenshäufung in Regionen u. a. wurden vom Autor Jürgen Gerner hinzugezogen, erforscht, zusammengetragen und ausgewertet. Gerner- und namensähnliche Wappen wurden von J. Gerner illustriert.
|  |  |  |  |

## Weitere Herkünfte des Namens
- Gerner / Kerner / Karner: Beinhaus

Die Bedeutung der Ableitung von Karner / Kerner / Gerner (mittellateinisch carnarium) von Beinhaus nennt der Duden nicht. Meyers Konversations-Lexikon beschreibt den Gerner als romanischen Kapellenbau mit polygonem Turm.
- Gerner: Berufsname, Gerner, Gäörner, Gärnler, Gernler (Garnwirker, -zieher), auch niederdeutsch Gärtner als Görner genannt[6]
- Gerner: Schreib- und Lautvarianten des Gernhart sind zusammengezogen gesprochen, Gernrt und Gernert und mit „t“-Abfall, Gerner.
- Gerner: Im altfränkischen Maingebiet wird aus Gernot – Gernet  der heutige Name Gernert und mit dem abfallenden „t“ entsteht der Name  Gerner.

Die Ableitung des Namens zu Gerner aus Gernot wurde bisher in den einschlägigen Familiennamenbüchern nicht genannt.

## Namensableitung aus dem Nibelungenlied
In den verschiedenen Abschriften des Nibelungenlieds zeigen sich die Varianten und Ableitungen des Namens Gernot und Gero um 1200. Durch die variablen Handschriften entstanden andere Laute, das -o- wurde zu -e-. Grundlage sollen hier die folgenden Textstellen der 28. verbesserten Auflage von Karl Simrock aus dem Jahr 1874 sein: „beiden Markgrafen Gere und Eckehart…“ Gere = Gero – Gernot = Gernet (ff. siehe Literaturhinweise).

## Namensänderung durch Abbreviatur
Im Mittelalter und in der Neuzeit verwendeten die Urkundenschreiber Abbreviaturzeichen um Wörter, sowie auch Namen in der Schreibschrift kürzer zu fassen. So wurden Namen nicht nur sprachlich, sondern auch schriftlich verändert. Beispiele gibt es in verschiedenen Orten und Zeiten. Durch das über dem Wort gestellte U-Zeichen (nach unten oder oben geöffnet) wurde -er- gekürzt. (Das Kürzungszeichen stellt eine arabische „2“ oder ein liegendes „s“ dar, es ist aber eigentlich ein „r“ in gotischer Schrift. Es diente u. a. auch zur Kürzung der er-Silben.)
| Jahr und Ort            | Abbreviaturvariante | Text, Transkription, Anmerkung zur Schrift |
| ----------------------- | ------------------- | --- |
| 1325 und 1330, Wertheim |                     | Gern gleich Gerner |
| 1467, Wien              |                     | Abbreviatur von Gerner und Pfarrer, Otten Gerner in gleicher Urkunde ausgeschrieben. Der Anfangsbuchstabe G von Gerner ähnelt sich geschrieben oft dem Buchstaben B. Beim Urkunden-Lesen sind Missdeutungen wegen der besonderen Form des Gs aufgetreten. Hier das G von Abraham Gerner von Lilienstein |

## Früheste Erwähnungen des Namens
- Gernersheim um 888 in Rheingebiet genannt (Kerenesheim, Gernsheim)[8], noch 1090 in der Sinsheimer Chronik als Germaresheim (Heim des Speermächtigen) erwähnt.
- Irerius (auch … Guarnerius, Gernerius): ausgezeichneter Jurist des 12. Jahrhunderts, ein Bolognese von Geburt, erscheint in Urkunden von 1113 bis 1125, seit 1116 im Dienste des Kaisers Heinrich V.[9]
- Gerimar’s (speerberühmt) Ansiedlung wird 1013 erwähnt, das heutige Germershausen.
- Gostuwe von Gerner (1305), Ehefrau des Johann von Almelo (1300–1350) Niederadel Niederlande 13. Jahrhundert, Ministranten der Niederlande.
- Johannes Gerner (1425), Ernennung zum Abt des Klosters St. Georgen im Schwarzwald, Papsturkunde – Bulle von Papst Martin V. aus dem Jahr 1425.
- Konrad Nagel den Gerner (1431), Kauf von Acker vor St. Lienhards Tor, Gmünd bei Regensburg.

## Namensherkunft nach Orten

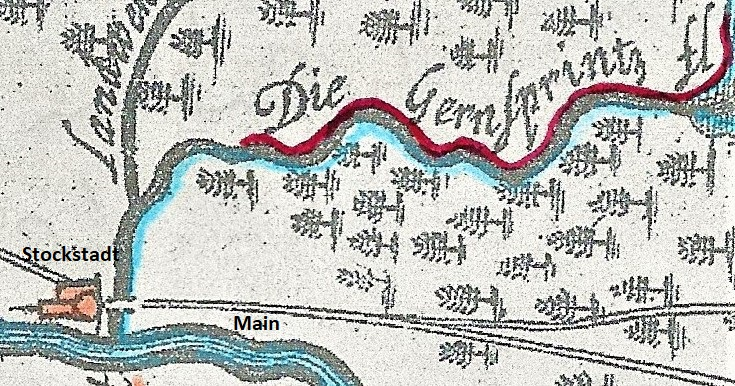
Historischer Flussname Gernsprintz bei Stockstadt a. M.

Personen, die aus Orten namens Gern kamen, wurden nach ihrer Herkunft Gerner genannt und auch umgekehrt wurden Orte nach ihnen benannt:
- Gernsheim bei Darmstadt

Dieser Ort wurde 830/50 in einer frühen fränkischen Zeit Heim des Gerin/ Gerun genannt, mit langem e und kurzem i/u gesprochen. Schreibweisen waren 852 Gerunesheim, zw. 830/50 Gernesheim, 871 Gerinesheim/Kerinesheim. In einer alten Schrift über die Stadt, hier Gernersheim genannt, steht in Latein: „d) der hier sehr bekannte Petri Schoifferi, perfekter und berühmter Typograph im Land hat den Ort nun Gernsheim genannt“
- Gernspinz,[10] Ger-ähnlicher oder spitzer Fluss- oder Bachzulauf in den Main bei Stockstadt
- Gern, Insel in Ornbau, 1149 u. 1155 Kerin genannt
- Gernerfels, ein Kletterfels in Gößweinstein, Fränkische Schweiz
- Gerner Höhenweg bei Maria Gern, Gerner Bach nördlich Berchtesgaden
- Gern, es gibt 19 Orte mit dem Namen Gern in Deutschland, darunter:
  - Gern, Stadtteil von Eggenfelden. Adalpert de Geren 1150, Castrum Geren 1260 belegt, 1290 erwähnt. Besondere Örtlichkeiten: Schloss Gern, Hofmark Gern, Gerner Dult, Gerner Markt
  - Gern, Stadtviertel in München

## Wappen

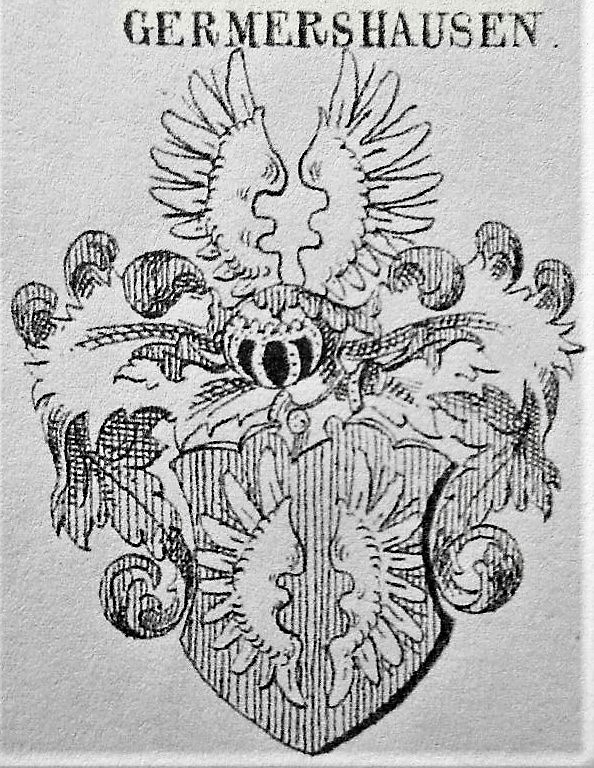
Germershausen (Adel)

- Eine Ratsfamilie Gerner, lebte im 16. Jahrhundert in Wimpfen. Deren Mitglieder wurden geadelt, Abraham Gerner von Lilienstein, Pfalzgraf, erhielt eine Wappenurkunde, in ihr wird ein älteres bürgerliches Wappen der Familie in Form eines offenen Fluges erwähnt: „Ihr vorhin gehabtes Wappen, Alß gelbe gegen eine ander, die Sachsen einwerts gekherte Adlers flügel zusehen…“. Die damaligen deutschsprachigen Wappenkundler nutzten den offenen Flug oder die offene Sachsen im Gerner- und Görner-Adelswappen gleichsam. Weil in den verschiedenen Sprachräumen -e- zu -ö- wurde, ist die Gleichheit der Adelswappen der Gerner und der Görner in den wappenerteilenden Regierungshäusern scheinbar berücksichtigt worden. Das niederländische Gerner Wappen weicht in den heraldischen Regeln ab, es zeigt eine Kirchenbanner, Ortschaft / Gutshof Gerner in der Provinz Overijssel (um 1300).

- Germershausen, offener Flug wie im bürgerlichen Gerner-Wappen von Gerner von Lilienstein Stadt Wimpfen und offener Flug im Wappen (Adel Abgestorbener Adel Provinz Brandenburg Siebmacher Tafel 17. und Abgestorbener Adel der Fürstenth. Schwarzburg, Tafel 6)

Details zu den Wappen der Gerner, Gernert, Gernet und Görner auf folgenden Seiten:
- Gerner Wappen: Liste der Adels- und Patriziergeschlechter namens Gerner
- Gernert Wappen: Liste der Adels- und Patriziergeschlechter namens Gernert
- Gernet Wappen: Liste der Adels- und Patriziergeschlechter namens Gernet
- Görner Wappen: Liste der Adels- und Patriziergeschlechter namens Görner
- Wappen-Liste deutscher Adelsgeschlechter/G

## Vorkommen der Gerner in Deutschland
Die Verbreitung der Varianten der Gerner-Namen und ähnlicher ist regional sehr unterschiedlich. Dies ist begründet in Mundart und Dialekt sowie durch Binnenmigration der deutschsprachigen Bevölkerung durch Krieg und Vertreibung bedingt. Die Lautverschiebung in den Regionalsprachen trugen dazu bei, dass aus dem Namen Gerner ein Görner wurde und auch wieder umgekehrt zum Ursprungsnamen zurückging. Auskunft hierüber gibt auch die Berni Rula, die Böhmische Volkszählung des 17. Jahrhunderts wieder. In ihr sind die Veränderungen von G zu K, K zu G deutlich. Auch bei der „Versteinerung“ der Familiennamen im 19. Jahrhundert in Deutschland, wurde in Niederschlesien manch ehemalige Gerner des 17. und 18. Jahrhunderts, dann Görner geheißen, wieder zum Gerner umbenannt. Ein anderer Aspekt sind die Einflüsse der Ingwäonismen in althochdeutschen Personennamen wie Kernot, Kernod. Auch die altsprachliche Bezeichnung für den Speer, wie Kar, Ker, Gar, Ger zeigt die Lautverschiebung Einige Beispiele Garibald = Kerpalt (Speerkühn) wird zu Gerbold, Gerhard, Gernot, Gertrud (Speertraud).

## Vorkommen der Gerner im Ausland
- Fürstentum Liechtenstein: Gerner in der Stadt Eschen, 1990 gab es 81 Namensträger, Ursprung um 1790 in Auingen in Württemberg[15]
- Russland: Kasachstan, Samara, Gnadenfeld
- Böhmen: Gernert in Arnau[16]

## Nachweise des Familiennamens Gerner und dessen Varianten
Das Nennen der Details aus Namensbüchern ist für den Ursprung des Namens und dessen Änderung in der Zeit und in den verschiedenen Sprachlandschaften wichtig:
Es gibt u. a. die alternativen Schreibweisen Gernet, Gernt, Gernerth, Gernert, Gärner, Görner, Goerner, Girner.
Abkürzungen: FN = Familienname, ON = Ortsname, VN = Vorname, TN = Taufnamen, Ew = Einwohner
Vorkommen in Deutschland auf der Basis von Telefonanschlüssen und anderen Adresserhebungen
Auf Grund der Anschlüsse können Rückschlüsse auf die Anzahl von Familienmitglieder gezogen werden.
Mit der Methode über das Portal Namen Onlinedienst Geogen (Geografische Genealogie) können regionale Häufigkeiten erörtert werden, eine andere Möglichkeit der vergleichenden Namensverbreitung bietet:
- Namenverbreitung Gerner 1890[17]
- Namenverbreitung Gerner 1890 zu 1996[18] (nach Migration aus ehemaligen deutschen Gebieten wie Schlesien, Sudeten u. a.)
- Mögliche Rückschlüsse zu den Varianten Gernet sind in der Programmdarstellung möglich.
- Häufigkeitskarte in Familiennamen aus Rufnamen,[19] 4. Nebenkarte Gerner und ähnliche Namen[20]
- Häufigkeitskarte des Namens Gerner, International[21]

| Name      | Anzahl (Rückschluss auf Familien) / hochgerechnet Ew | Relative geografische Häufung (Anzahl pro Millionen Ew), Bemerkung           |
| --------- | ---------------------------------------------------- | ---------------------------------------------------------------------------- |
| Gerner    | 1460 / 3888                                          | Landkreise (Lkr.) Roth, Ansbach, Neumark in der Oberpfalz (BY)               |
| Gernert   | 339 / 904                                            | Lkr. Kitzingen (BY)                                                          |
| Gernet    | 103 / 272                                            | Lkr. Kitzingen (BY)                                                          |
| Gerneth   | 93 / 248                                             | Lkr. Forchheim (BY)                                                          |
| Gernt     | 35 / 88                                              | Lkr. Mansfelder Land (ST)                                                    |
| Gern      | 231 / 616                                            | Zollernalbkreis (BW)                                                         |
| Gernhardt | 361 / 960                                            | Lkr. Saalfeld–Rudolstadt (TH)                                                |
| Gernhard  | 73 / 192                                             | Lkr. Memmingen (BY)                                                          |
| Gernhart  | 32 / 80                                              | Lkr. Miltenberg (BY)                                                         |
| Görner    | 1488 / 3968                                          | Mittlerer Erzgebirgskreis (SN), teils Sudetendeutsche aus Nordböhmen 20. Jh. |
| Görnert   | 182 / 480                                            | Lkr. Gießen (HE)                                                             |
| Goerner   | 53 / 136                                             | Lkr. Lüneburg (NI)                                                           |
| Genehr    | 46 / 120                                             | Lkr. Osterode am Harz (NI)                                                   |
| Genähr    | 22 / 56                                              | Lkr. Siegen-Wittgenstein (NW), aus Niederschlesien stammend 19. Jh.          |
| Gehnert   | 2 / 0                                                | Kreisfreie Stadt Würzburg (BY)                                               |

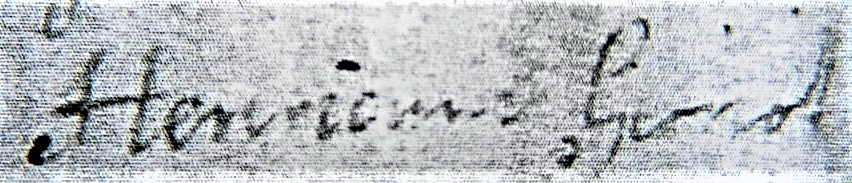
Henricum Gernot, Gerichtsurkunde Seite 1

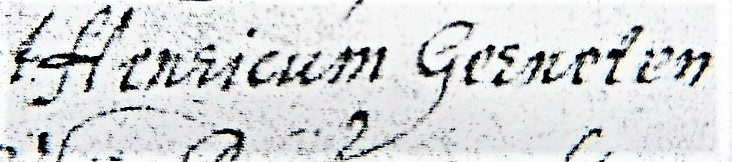
Gernot wird zu Gerneten, Gerichtsurkunde Seite 2

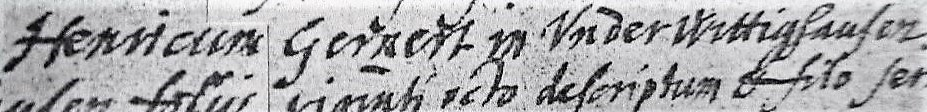
Auf Seite 3 wird aus Gernot der Gernert in Unterwittighausen

- Änderung des Namens durch verschiedene Schreibweise einer Person in drei aufeinander folgenden Gerichtsprozessseiten.

Streitfall vor dem Apostolischen und Kaiserlichen Konsistorialgericht von Würzburg, Zum Roten Tor
- Erste Seite: 1624 ... Müller Henricum Gernot  (Heinrich Gernot) Verkauf einer Mühle in Unter-Wittighausen
- Zweite Seite: 1624 Nov.22 ... Henricum Gernerten (Heinrich Gerner)... Streitfall verweigert Bezahlung an Kloster Bronnbach
- Dritte Seite: 1624 Nov.22 Prozessniederschrift ...Henricum Gernert (Heinrich Gernert) in Unter-Wittighausen

- Beiträge zu Kenntnis Sudetendeutscher Mundarten von Friedrich Festa, Band 3, Prag 1926
  - § 59 nennt Auslautendes -er und -er mit Konsonanten (-ern, -ert, -ers), in Arnau an der Elbe wird daraus ein "o", in Hohenelbe "e"
  - § 70 in Rochlitz wird das "d" als "t" gesprochen, ein stimmloses Fortis macht "g" zum "k"

Aus vorgenannten Varianten wurde Gernet, Gernot, Gerner zu Kerner.
Diese Variationen sind der Mundart der im 13. Jahrhundert aus Mainfranken und Ostfranken eingewanderten deutschen Siedler ins böhmische Riesengebirge geschuldet.
Im böhmischen Riesengebirge kamen in Tschermna KERNER(T) vor, im 10 km entfernten Arnau gab es die GERNER(T). Im Arnauer Stadtbuch gibt es 1505 Kernert und Gernert. (Die Schreibweisen wechselten danach nicht mehr)
- Deutsche Namenkunde von Max Gottschald, Rudolf Schützeichel. 1. Auflage. 1932 und 5. Auflage 1982
  - Gernhart: Gern/hard(t), -e(r)t, -eke (*´Gernot und Garnatz), Girnat, -ndt, -ent, Kernert
- Die Miltenberger Familiennamen in ihrer sprachlichen Bedeutung, eine germanistische Studie von P. Ambrosius Götzelmann, Aschaffenburg 1928, S. 8.
  - In Artikel I. Familiennamen, die von germanischen Personennamen abstammen steht: Kern von Gernolt bezw. Gerno = gern, die ungestüme Kampfleidenschaft der Germanen (Die Schreibweise und Lautsprache im Mainfranken wechselt K und G, wie es auch in böhmischen Riesengebirge durch main-fränkische Einwanderung im 14. und 15. Jahrhundert vorkommt)
- Sudetendeutsche Familiennamen des 15. u. 16. Jahrhunderts von Ernst Schwarz, 1972 Verlag Robert Lerche München, S. 103/104.
  - Gerhard, 1436 Kerharth,-tt Hm-Stadtbuch 249. Mhd. Personenname Gerhart. k- ist tschechische Schreibweise für deutsches g.
  - Gernot, 1415 Peter Gernt Msch-Stb 109; 1528 Merten Gerneth (Arnau) MGB 11, 58. Ein Zeuge für die Beliebtheit der Nibelungendichtung, wo der zweite der burgundischen königlichen Brüder Gernot heißt. Vgl. in Schlesien noch heute FN Giernoth und Gernold (FN I 108).

In der böhmischen Sprache wurde oft das G zum K und Kh, so auch bei Kotvald statt Gottwald nachgewiesen.
- Görnert entstand auch aus Gernert (siehe Tabelle Arnau 1572 bis 1702). In umliegenden Orten von Arnau änderte sich der Name Gerner(t)
  - zu Kherner in Hohenelbe
  - zu Kernert in Wildschütz
  - zu Kerner in Tschermna
  - in einem Trautenauer Grenzfestlegungsprotokoll schrieb Simon Hüttel 1573 die abgekürzte Namensform eines Arnauer Bürgers Gern`t und Gern`dt.

| Jahr | Text, Transkript, Anmerkung | Seitenabbildung |
| ---- | --- | --------------- |
| 1572 | Hanss Gernert Hatt Periode deß vorgehenden Stadt Buchs Unndt Erb Registers im 1572 Jahre, Sein Haus ....                                                       |                 |
| 1596 | Mertten Gernert Hatt Vermöge deß Vorgehenden Stadtbuchs Und Erb Registers Im 1596 Jahre, Beim ..                                                               |                 |
| 1628 | Adam Gernert hatt dieses 1628 jahr den 3. Aprils mit Consens E.E. Ratths sein Hauß .... Adam Gernert wird 1665 als Gärtner in der Berni Rula in Arnau erwähnt. |                 |
| 1667 | Godtfriedt Gernert Hat A 1667. den 11. January seine Fleischbank zwischen Jacob Schwarzers ....                                                                |                 |
| 1690 | Der Nachname von Gottfried Gernert (von 1667) wird im Stadtbuch in eine schlesisch-sächsische Form von Gerner in Görnert umbenannt                             |                 |
| 1702 | Wentzel Gernert Hatt Anno 1702 den 17. July sein WonHauß am Ringe ander Ecke nebenst Tobiaß Hawels gelegen, mit ....                                           |                 |

- Verbreitung und die Herkunft der Deutschen in Schlesien von Dr. Karl Weinholt, Stuttgart, Verlag von J.Engelhorn
  - Seite 175 Personennamen in Urkunden, bis 1250 Gerold, dann bis 1300 Gernot
  - Seite 211 Schlesische FM, Gerth, Gierth, Gierdt = Gerhard, niederdeutsch Gert, mittelfränkisch Giert. Girnt, Girndt = Gernot, mittelfränk. Kürzung; Gernt ist mehr mitteldeutsch.
  - Seite 214 " Am meisten macht das Schlesische längs des Gebirgszuges der Sudeten den Eindruck einer ostfränkischen Mundart."
- Familienkundliche Hefte für die Niederlausitz von Dr. Alfred Pätzold, Heft 10, 1939 Verein für Heimatkunde zu Cottbus e. V.
  - Gernot (umgekehrt: Notger mit anderer Bedeutung f. d.) der Gerschwinger. – Gernot heißt im Nibelungenliede …
- Fränkische Familiennamen, urkundlich gesammelt und sprachlich gedeutet von Dr. phil. Edmund Nied, Heidelberg 1933, Carl Winters Universitätsbuchhandlung
  - Seite 57, Gernert (so bereits in Unterschesslitz) wird mit Gernet und Gerhard auf einen nirgends bezeugten altdeutschen Vorname Gernhardt zurückgeführt; da aber Gern(e)t in Wirklichkeit der aus dem Nibelungenlied bekannte Vorname Gernot ist und Gernhardt wie Gernard 1638 in Hainstadt als offensichtliche Nebenformen neben dem verbreiteten fränkischen Familienname Gerner vorkommt, so handelt es sich, wie auch die Gleichung Valentin Gernert = Valentin Gerner in Wenkheim im 18. Jahrhundert ergibt, genau den Fn. Schweiger(t), Schweikert und Schweikhart, um eine aufgrund des bei uns so geläufigen unorganischen t über Gernert erfolgte Angleichung an die zahlreichen Personennamen auf -hart wie Gerhart, Bernhart u. dergl.
  - Seite 59 Görner(t) = Gerner(t)
- Geschichte Schlesiens, ein Handbuch von Michael Morgenbesser
  - Seite 138 Joachim Girnth 1468 aus Hirschberg
- Das Riesen- und Isergebirge von P. Regell
  - Seite 64 Joachim Girnth im Jahre 1570, der die Kunst der Schleiermacherei aus Holland mitbrachte
- Codex diplomaticus Silesiae Band 23–24
  - Seite 171, 45/1412 Dez. 16, Freystadt Bürgermeister Tyme Girnid im Jahre..., auch in anderer Quelle: Die Inventare der nichtstaatlichen Archive Schlesiens Band 1,
  - Seite 215, 217/Girnot, Gyrnhard, Girnth, (Gernoth, Gyrnott)
  - Seite 198, 197/1529 Juli 8. Diözesanpriester Gregorius Girnth in Breslau, andere Quelle: Gr. Gyrnott 1535, Gr. Gernoth 1544
- Etymologisches Wörterbuch der Deutschen Familiennamen, Lieferung 1–10=Erster Band=1957–1960 A-J, C.A.STARKE=VERLAG; Limburg a.d. Lahn
  - Seite 550 Gerner, mehrdeutig. 1. ON Gern.., 2. durch t=Abfall, 3. ÖN Gerner (carnarium)=Beinhaus
  - Seite 551 Gerne(e)t(h), Gerndt, siehe Gernhard. 1589 Joh. Gernardus aus Eisenberg (Sa.)
  - Seite 551 Gernhard(t), Gerne(r)t, Der VN Gernhard ist …, S. 780 VN Gernot Irrmuot, Schultheiß zu Wertheim 1344
- Schlesisches Namenbuch von Hans Bahlow, Holzer Verlag Kitzingen/Main 1953
  - Seite 38 Die Namen Gernoth, Gern(o)tke, Gerndt

Das Buch ist an dieser Stelle unvollständig! GERNER, GERNERT kamen u. a. in Wünschelburg in der Grafschaft Glatz und in Schlesien in Hirschberg, Sagan, Sorau, Gebhardsdorf, Estherwalde, Schwertau, Sprottau, mit den Orten Sprottischwaldau, Niederleschen, Kaltdorf, Mallmitz, Petersdorf, Kleingläsersdorf, Krampf, Ottendorf und Primkenau vor. Vorkommen in Glatz: Kaplan Augustin Franz Gernert, * 1644 in Hotzenplotz, † 9. November 1699 in Altstadt (Olmützer Erzdiözese). Hans Bahlow beschreibt auf S. 27: „Durch Antritt eines sekundären-t-, eines gleichfalls schlesischen Element… erhalten wir seit dem 16. Jh. die Nebenformen Grunert, Kahlert, Rothert usw…“ Hier hätte man auch die Änderung von Gerner zu Gernert ansprechen können.
- Die Familiennamen des ehemaligen Hochstifts Bamberg in ihrer geschichtlichen Entwicklung. Konrad Arneth, Verlag Michael Lassleben, Kallmütz i. d. Oberpfalz 1956. Das Schluß-t
  - Seite 379 FN Gernet, Gerner und Gernert kommen in Bamberg vor. Die Entwicklung des FN mit dem angehängten t hat parallelen mit zahlreichen Personennamen die mit -hart enden. 1390 Gernerin in Messenfeld. Zweite Namenreihe: 1328 Vlrich Gernot in Mittelehrenbach; aber schon 1348 finden wir im nahen Gosberg einen Vlrich Gernolt;  der Name bleibt Gernolt in Herzogenaurach 1402 und 1521 Conz Gernolt im benachbarten Lonnerstadt. Aber auch das Nied aus Gernert abgeleitete Gernhart findet sich in unmittelbarer Nähe von Gosberg, nämlich in Reuth (bei Forchheim) 1555, in einer Gegend also, wo die Gerner von jeher sitzen.
- Deutsches Namenlexikon, 15000 Familien- und Vornamen nach Ursprung und Sinn erklärt, Hans Bahlow, Gordrom-Verlag 1990
  - Seite 168 Gern, Gerner, Gernert (obd.): ÖN und ON
  - Seite 168 Gerndt, Gerntke s. Gernot !
  - Seite 168 Gernhard (Nürnbg. Würzbg.), Görnhardt (Bamberg) beruht auf ältere Gernert = Gerner, s. dies ! Vgl. Gehlhardt für Gehler(t), Schweighardt für Schweiker(t), Gemeinhardt für Gemeiner(t).
  - Seite 168 Gernoth, Giernoth (Schlesien): Ein Nachklang der Nibelungensage; Gunther, Gernot, Giselher heißen Kriemhilds Brüder. Kontrahiert: Gernth, Gerndt, Giernth, Gürnth, Gürntke, Gerntke, Gernotke (alle schlesisch mit slaw. k-Sufix wie Haotke, Hantke), vlg. Bahlow Schl.Nbch S. 38. Gregor Gernoth (Gyrnot, Girnth) 1529/44 Grünberg. Der Sinn von not ist "Kampfgedränge" wie in Helmnot, Sigenot; jünger ist die Umkehrung Notger, Notker. Zeugnisse Gernot Swende 1206 Worms, Gernot Snoke 1222 Lorsch, Gernot Ruckenbrot 1235 Nassau, Gernot (Bauer) 1263 Neufra, Gernot Gutbrod 1409 Würzburg, Nic. Gernot 1371 Iglau (Gernot als Nachname).
- DIGITALES FAMILIENNAMENWÖRTERBUCH DEUTSCHLANDS (DFD), Universität Mainz, 5/2023 (Rita Heuser).

Das digitale Nachschlagewerk beschreibt die Etymologie des Familiennamen Gerner. Die Hauptbedeutungen sind:
- - 1) Garner und
  - 2) Gern. Einzelfälle der Deutung sind
  - 3) Gern Derivat mit patronymischem Suffix -er,
  - 4) Benennung nach Rufnamen, Lautvariante Wegfall des t bei Gernert,
  - 5) Wohnstättenname Derivat mit Suffix -er,
  - 6) Wohnstättenname zu Beinhaus (Kerner),
  - 7) Übername zu Gerner Begehrender, Fahrender (Bettler),
  - 8) Berufsname von Gerdener, Schwund der Wortmitte de.

Das digitale Wörterbuch zeigt verwandte Artikel der Ger… Namensformen und Namensverbreitungskarten der Gern, Gerner, Gernert(h), Gernet(h) in Deutschland.

## Gerner – Namenssammlungen, Funde in Archiven
- Gerner(t) im Alt-Queiskreis Bautzen: Staatsarchiv Sachsen Dresden, Staatsarchiv Bautzen, Bergmann-Liste Exulanten, Nordböhmen (siehe Weblink)
- Gerner / Gernert im böhmischen Riesengebirge in Hans H. Donth: Rochlitz an der Iser und Harrachsdorf in der Frühzeit. Quellen zu Herrschaft und Alltag in einer ländlichen Industriesiedlung im Riesengebirge (= Collegium Carolinum, Band 65). R. Oldenbourg Verlag, München 1993, Register, S. 573. und Franz Donth, Hans H. Donth: Quellen zur Geschichte der Herrschaft Starkenbach im Riesengebirge im 17. Jahrhundert (= Collegium Carolinum, Wissenschaftliche Materialien und Beiträge zur Geschichte und Landeskunde der böhmischen Länder, Heft 17). Verlag Robert Lerche, München 1974, Register, S. 752.
- Gerner, Christoph in Ödenburg, 1642 Bürgerrecht und Wahl zum Schneiderzunftgenossen, SL Prot. 1015/a-36.p. 339 bis 340
- Gerner in Sindolsheim, Stammliste der Familie Gerner aus Sindolsheim, Mappenstück im Sächsischen Staatsarchiv, (Ma 3218)[26] und Staatsarchiv Baden-Württemberg
- Gerner(t) in Schlesien und Böhmen: Privatarchiv Jürgen Gerner, Polnisches Staatsarchiv Grünberg in den Orten Sprottischwaldau; Petersdorf; Schwerta; Rochlitz u. Arnau, Tschechisches Staatsarchiv
- Görner, Gerner(t) in Deutschland, Österreich und Böhmen: Sammlung von Joseph Görner aus Reichenbach im Vogtland, über 3000 Seiten Stammbäume (Originalverbleib unbekannt), Kopie im Privatarchiv Jürgen Gerner Stolperstein in Wiesbaden, Adolf Sami Gerner

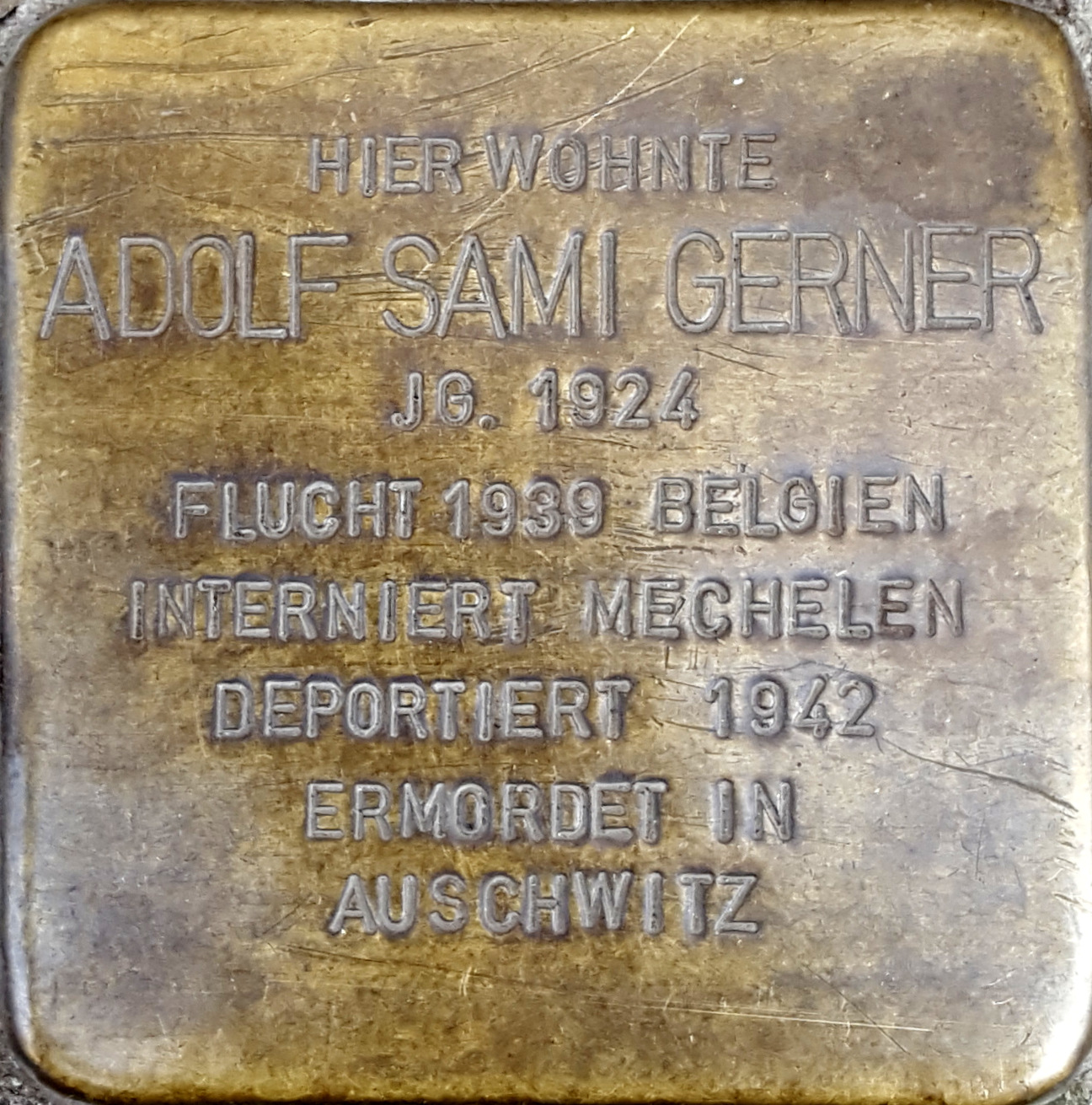
Stolperstein in Wiesbaden, Adolf Sami Gerner

- Gerner an deutschen Universitäten 15. bis 17. Jahrhundert:
  - Conradus Gernet, 1486 de Clingenberg Mogont. dyos. (Klingenberg/Main), Universität Heidelberg
  - Bernhardus Gernert, 1498 de Clingenberg Mogunt. dioc. (Klingenberg/Main), Universität Heidelberg
  - Petrus Gernerus, 1575 aus Havelbergensis (Havelberg), Universität Frankfurt/Oder
  - Georgius Gernerus, 1577 aus Grimmensis (Grimmen), Universität Frankfurt/Oder
  - Fridericus Gerner, 1614 aus Golnoviensis Pomeranus (Gollnow), Universität Frankfurt/Oder

- Gerner und ähnliche vor 1945 in Deutschland, Galizien, Kleinpolen u. Osteuropa jüdischen Glaubens, Yad Vashem, Central Database of Shoah Victims’ Names.[27] Durch die nationalsozialistische Diktatur des deutschen Reiches wurden (nachweislich) 69 jüdische Menschen namens Gerner / Gherner ermordet.

Die folgende süddeutsche Sammlung beinhaltet eine Gerner-Namensdichte zwischen 1589 und 1905 anhand von Belegfunden. 

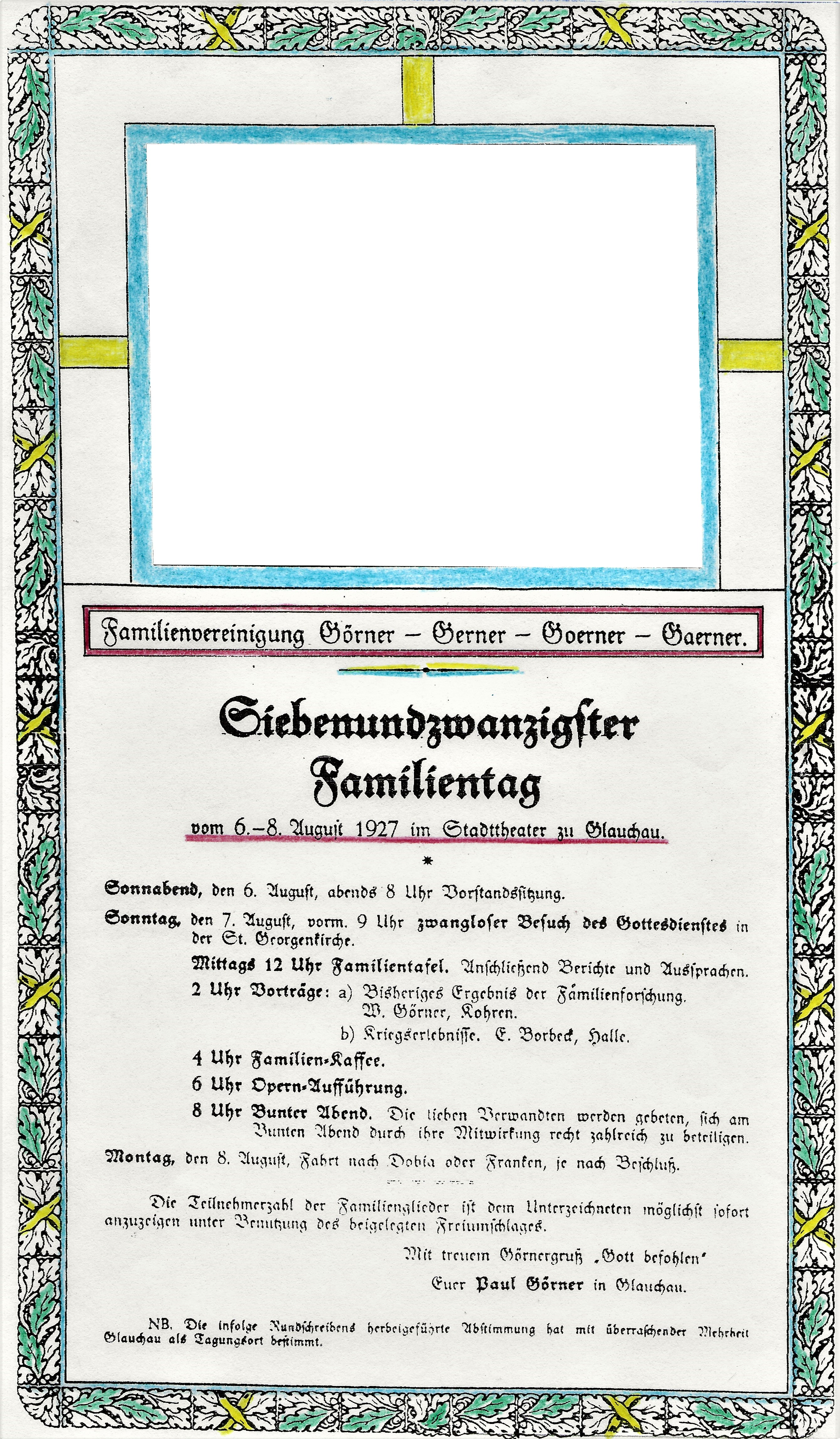
Programm des Familientages 1927

- Adelsheim 104
- Berolzheim 25
- Betzenweiler 34
- Boeblingen 1
- Dallau 3
- Eberstadt 34
- Ehrstaedt 3
- Ellhofen 1
- Flinsbach 50
- Heinsheim 3
- Hirschlanden 57
- Hohenstadt 9
- Hollenbach 53
- Joellenbeck 31 (NRW)
- Leibenstadt 197
- Merchingen 50
- Neustetten 38
- Pforzheim 8
- Rauenberg 50
- Schildesche 9 (NRW)
- Sennfeld 8
- Sindolsheim 76
- Weinsberg 9
- Weisenheim 43
- Zimmern 7

## Familienverbund und Traditionstreffen

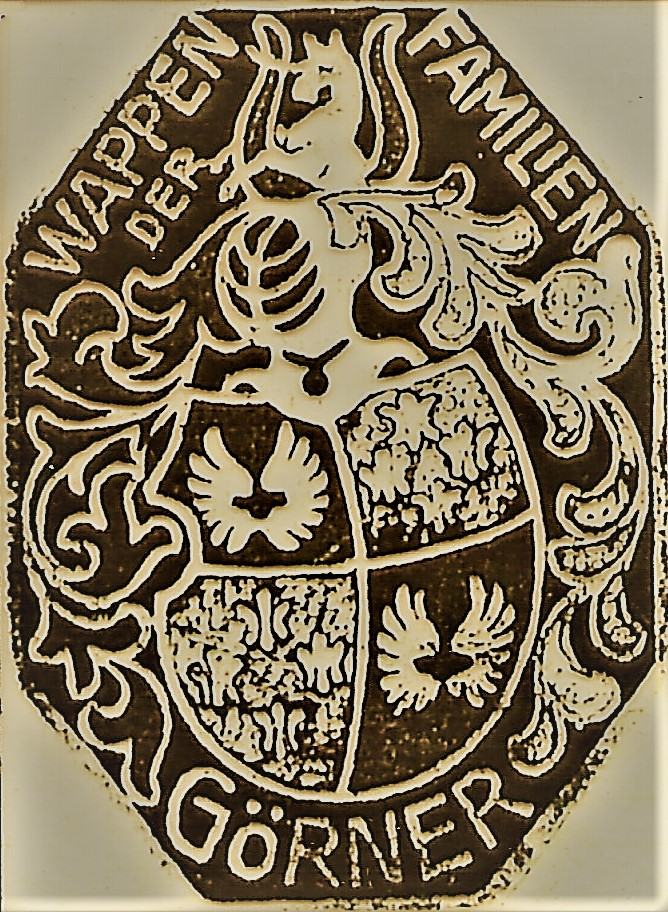
Anstecker für Görner-Gerner-Treffen ab 1900

1900 wurde in Sachsen ein Traditions-Familienverband der Gerner, Goerner, Görner von Walter Görner aus Kohren-Sahlis von den Namensträgern gegründet. Der Verein hielt im Raum Leipzig große Treffen mit Teilnehmerzahlen bis 150 Personen ab, so 1927 im Stadttheater Glauchau und 1928 in Greiz im Tivoli. Die Treffen wurden mit kulturellen Themen um die Görner/Gerner gestaltet.

## Liste von Persönlichkeiten namens Gerner, Gernert
Eine solche Liste ist auf der Begriffsklärungsseite Gerner, Gernert zu finden.
- Leichenpredigten für Personen namens Gerner und ähnlicher Namen
  - Heinrich Thomäsen Gerner (1610) dänischer Bischof von Viborg[29]
  - Laurentius Gerner (1542–1617), Pfarrer Großmilkau, Predigt zu Levin von Bresen auf Kotterwitz u. Poltitz[30]
- George Gernert, der Jüngere (1630–1693) Rochlitz a.d. Iser, böhmischer Exulantenführer
- Frederica von Ittersum tot Gerner 1730, Grabmal van Gerner in der Schildkerk in Rijssen Niederlande[31]

## Sonstiges und Schriftformen des Namens
- Eine der ältesten Brauereien der Welt mit dem Namen Brauerei Gerner, Drei Kronen Brauerei  in Straßgiech (1308 erwähnt, in 96110 Scheßlitz)
- Max Gerner (1907–1945), Flugzeugbauer, Ganzstahldoppeldecker GII, 1940 Flugzeugbau GmbH in Frankfurt am Main
- Das Gerner`sche Musikchor, Teilnehmer am Ersten deutschen Sängerbundfest, 1865 zu Dresden[32]
- Der Gernerberg in Österreich, ein Berggipfel drei Kilometer östlich von Munderfing
- Gerner Klammweg an der Kneifelspitze nahe Berchtesgaden

## Theater-, Film- , Buch- und Anekdotenpersonen namens Gerner

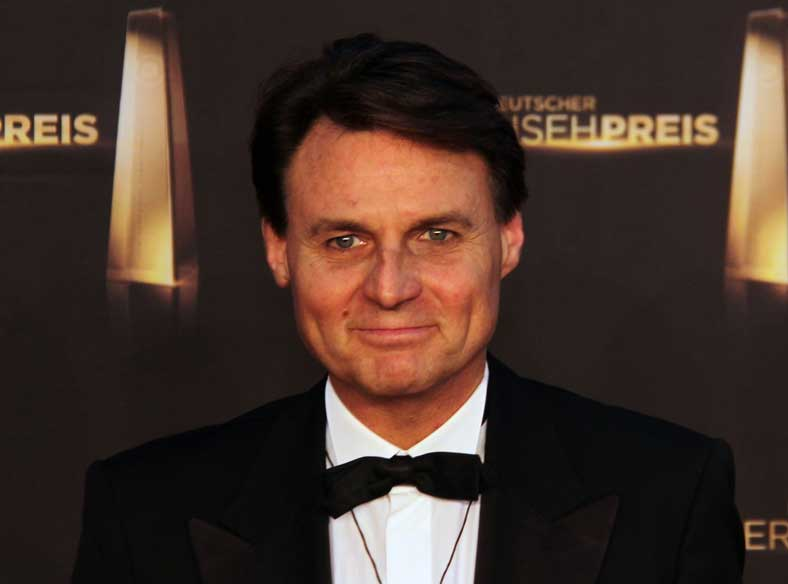
Wolfgang Bahro, alias Jo Gerner

- Wolfgang Bahro, alias Jo GernerHans-Joachim „Jo“ Gerner, gespielt von Wolfgang Bahro in der seit 30 Jahren laufenden Fernsehserie GZSZ
- Immer wieder Gerner: Mein Leben als Bösewicht der Nation, Buch von Wolfgang Bahro und Andreas Kurtz: Riva Verlag, München 9/2020, ISBN 978-3-7423-1215-0.
- Die Familie Gerner. Copien nach wahren Originalen menschlicher Charaktere., Hofrath Karl von Eckartshausen (1752–1803), Hrsg. Anton von Haykul. Band 16, Verlag Mich. Lechner = Universitätsbuchhändler, Wien 1832, S. 167 bis 182. (books.google.de)
- Advokat Gerner, Liebesgeschichte zwischen dem Gerner und einer Tänzerin vom Tivoli.Amalie Skram: Lucie, Roman des Naturalismus,[33]
- Advokat Theodor Gerner (Gösta Ekman), Romanfigur in der Verfilmung nach dem Roman Lucie von Amalie Skram, eine Liebesgeschichte des Naturalismus des 19. Jahrhunderts. Norwegischer Film von 1979[34]
- Mathilde Gerner, Hauptrolle, Witwe in Anna Hermsdorff, ein Trauerspiel in drei Aufzügen von John Henry Mackay, Buchverlag, J.C.C.Bruns, Minden 1886[35]

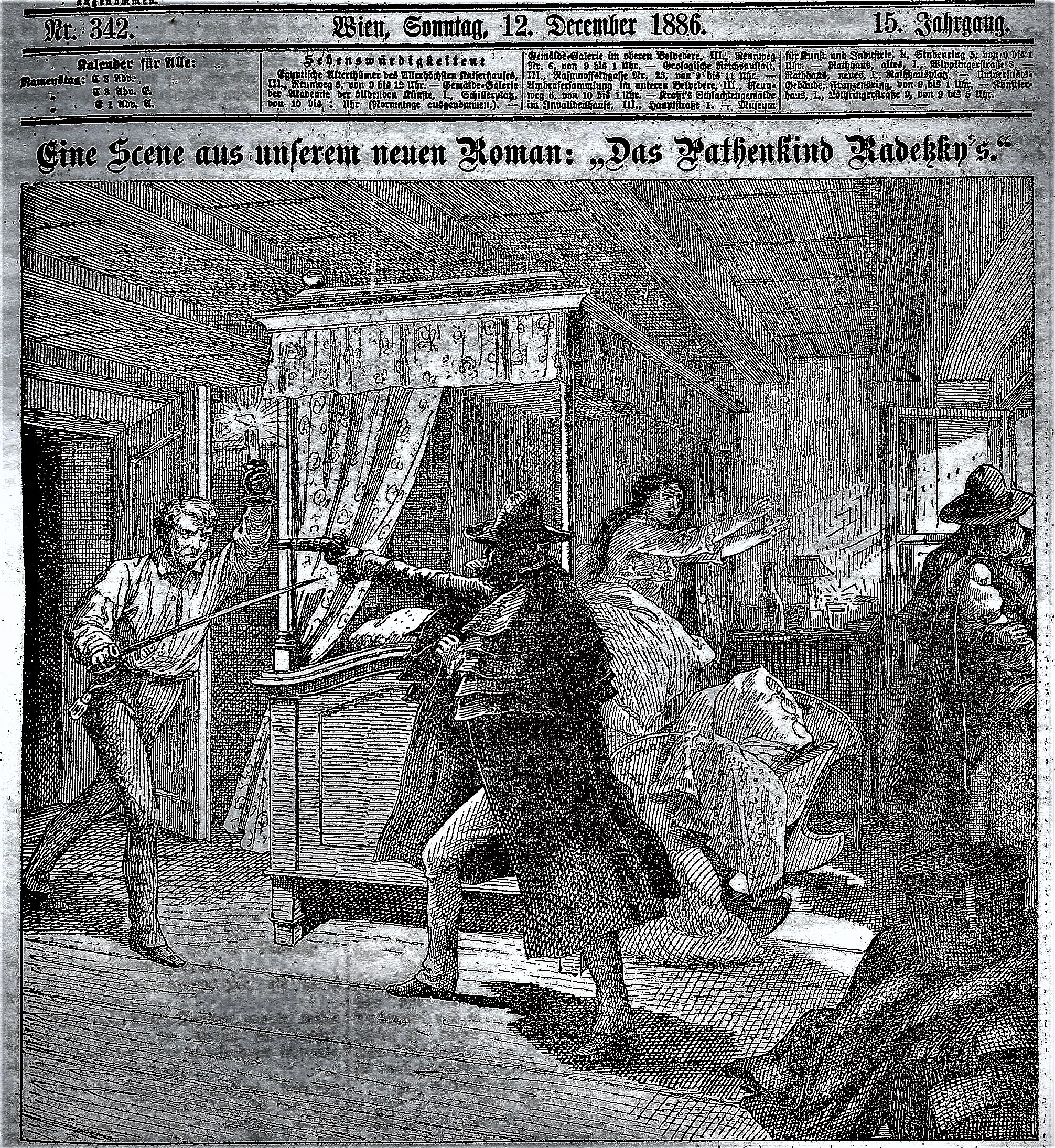
Das Patenkind Radetzky`s, Illustriertes Wiener Extrabl.12-1886

- Gerner, Kaufmann zu Sarnen in der Schweiz hat eine Tochter Mariele, die mit ihrem Liebreiz und ihrer Anmut Stoff für eine dramatische Erzählung in Unterwalden beiträgt. Zur Eintracht oder Das Patenkind Radetzky`s, Illustriertes Wiener Extrabl.12-1886Schuld und Sühne von F. Carneville, Zeitungsroman der Augsburger Postzeitung von 1883[36]
- Gerner, ein Tiroler Forstwart und Jäger beherbergt in seinem Haus einen kaiserlich österreichischen Offizier mit einer Comtesse, die unehelich einen Sohn vom Offizier von Kellern gebar. Der Feldmarschall Joseph Graf Radetzky wird der Taufpate des Kindes und lässt die Eltern als Ehepaar ins Kirchbuch eintragen. Sein Patensohn wird entführt und Radetzky findet ihn..., Das Pathenkind Radtzky’s Roman von Theodor Richter Familiendrama ist im Illustriertes Wiener Extrablatt 1886, Nr. 342 ff. erschienen. 1. Abteilung: Zerrissene Bande des Blutes, 1. Kapitel: Das Geheimniß der Forsthütte (Gerner).[37]
- Oberkanonier Gernert und Marschall Radetzky: Als Feldmarschall Radetzky die Schlachtfront abritt, rief er: „Ist der Oberkanonier Gernert in der Schlachtformation?“ Als die Frage bejahrt wurde, war seine Antwort: „Nun, dann kann die Schlacht beginnen!“ Aus Arnauer-Anekdoten aus der Sammlung des Wirtes des Gasthauses Zum Radetzky[38]